# Grammia maculosa
Grammia maculosa là một loài bướm đêm thuộc phân họ Arctiinae, họ Erebidae.